# Sagapò (romanzo)
Sagapò è un romanzo a sfondo autobiografico del 1953 dello scrittore, incisore e giornalista Renzo Biasion.
Il romanzo ha liberamente ispirato il film Mediterraneo di Gabriele Salvatores del 1990.

## Storia editoriale
Il romanzo è stato pubblicato nel 1953 dall'editore Einaudi nella collana I Gettoni.  Il titolo Sagapò è quello di uno dei racconti della raccolta e deriva dall'espressione s'agapó (σ' αγαπώ), che in greco moderno significa "ti amo".

## Trama
I racconti sono ambientati durante la campagna di Grecia del 1941-1943 e hanno per protagonisti soldati, sergenti e ufficiali dell'esercito del Regno d'Italia. Biasion, attraverso questi racconti, narra dei tentativi che i soldati italiani, ormai estraniati dal mondo, cercano arduamente di mettere in atto per conservare la propria umanità e la propria fierezza.

## Critica
Secondo la critica recente Sagapò non è un libro di guerra, essa infatti costituisce solo uno sfondo comune a tutti i racconti. Biasion dunque rappresenta la guerra piuttosto come un  ricordo personale, assegnandole la funzione di cornice delle vicende narrate. Nel libro, infatti, è presente un solo episodio di combattimento, mentre l'interesse di Biasion si focalizza sulla vita dei soldati italiani e sulle loro abitudini, vecchie e acquisite.

## Opere derivate
- Mediterraneo, regia di Gabriele Salvatores (1991), con Diego Abatantuono.